# 1913 في فرنسا
فيما يلي قوائم الأحداث التي وقعت خلال عام 1913 في فرنسا.

## سياسة

### تعيين في المنصب
- 12 يناير – ألبير فرانسوا لوبران وزير الحرب،Minister of the Colonies ‏.
- 18 فبراير – ريمون بوانكاريه رئيس فرنسا.

### انتهاء فترة المنصب
- 12 يناير – ألبير فرانسوا لوبران Minister of the Colonies ‏،وزير الحرب.
- 18 فبراير – أرمان فاليير رئيس فرنسا.

## رياضة
- 23 مارس – سباق باريس روبيه 1913 الفائزون فرانسوا فابر، Charles Crupelandt [الإنجليزية]‏، Charles Deruyter [الإنجليزية]‏.
- 12 يوليو – جائزة فرنسا الكبرى 1913 الفائز Georges Boillot [الإنجليزية]‏.

## ظهور
- 1 يناير – كحول مختارات شعرية من تأليف غيوم أبولينير.

## كتب
من الكتب التي صدرت هذه السنة في فرنسا:
- 1 يناير – أسرار أرسين لوبين من تأليف موريس لوبلان.

## مواليد

### فبراير
- 13 فبراير – روجيه ريو لاعب كرة قدم فرنسي.
- 24 فبراير – فرانسوا بوربوت لاعب كرة قدم فرنسي.
- 27 فبراير – بول ريكور الاحمق الفرنسي.

### مارس
- 3 مارس – روجيه كايوا

### مايو
- 10 مايو – إيفان ماري درّاج طريق فرنسي.
- 18 مايو – شارل تروني
- 26 مايو – بيير دانينوس

### يونيو
- 9 يونيو – جان نيكولاس لاعب كرة قدم فرنسي.
- 26 يونيو – إيمي سيزير

### يوليو
- 14 يوليو – رينيه لينس لاعب كرة قدم فرنسي.
- 17 يوليو – روجيه غارودي فيلسوف فرنسي.

### أغسطس
- 2 أغسطس – بيير كليمنس دراج لوكسمبورغي.
- 11 أغسطس – فرانك بورسل
- 19 أغسطس – بول مايي درّاج طريق فرنسي.
- 21 أغسطس – فريتز كيليه لاعب كرة قدم فرنسي.

### نوفمبر
- 17 نوفمبر – كريستيان ديروش نوبلكور

### ديسمبر
- 11 ديسمبر – جان ماريز
- 28 ديسمبر – ريمون باسات درّاج طريق فرنسي.
- 29 ديسمبر – بيير فيرنر سياسي لوكسمبورغي.

## وفيات

### يناير
- 1 يناير – أخيل أيوجين فينات (مواليد 1863) عالم نبات فرنسي.
- 5 يناير – لويس بول كايتيه (مواليد 1832) فيزيائي فرنسي.
- 12 يناير – لويس هنري (مواليد 1854) عالم نبات فرنسي.
- 31 يناير – جيمس ليندسي، إيرل كراوفورد ال26 (مواليد 1847) سياسي بريطاني.

### يوليو
- 8 يوليو – لويس هيمون (مواليد 1880) روائي كندي فرنسي.

### سبتمبر
- 29 سبتمبر – رودولف ديزل (مواليد 1858) مهندس ومخترع.

### أكتوبر
- 14 أكتوبر – لويس فريدريك ويكهام (مواليد 1861) عالم أمراض فرنسي.